# 擬似逆行列
ムーア-ペンローズの擬似逆行列（ぎじぎゃくぎょうれつ、pseudo-inverse matrix）は線型代数学における逆行列の概念の一般化である。擬逆行列、一般化逆行列、一般逆行列（英: generalized inverse）ともいう。また擬は疑とも書かれる。
連立一次方程式の解を簡潔に表現するものとして逆行列の概念は重要であり、逆行列を持つ行列は、可逆あるいは正則であると言われる。正則でない行列の場合にも逆行列のような都合のよい行列として擬逆の概念を導入する。ロボット工学に関していうならば、動特性の同定や冗長ロボットの制御などで良く用いられている。

## 定義
m × n 行列 A に対し、A の随伴行列（複素共軛かつ転置行列）を A* とするとき、以下の4条件を満足する n × m 行列 A+ はただ一つ定まる：
- A と A+ は互いに広義可逆元である：

{\displaystyle {\begin{aligned}AA^{+}A&=A,\\A^{+}AA^{+}&=A^{+}.\end{aligned}}}
- A A+ および A+A はエルミート行列である：

{\displaystyle {\begin{aligned}(AA^{+})^{*}&=AA^{+},\\(A^{+}A)^{*}&=A^{+}A.\end{aligned}}}
この行列 A+ を A の擬似逆行列と呼ぶ。A が正則でなくとも A+ は定まるが、A が正則ならば逆行列 A−1 はこの条件を満たす。ゆえに擬似逆行列の概念は逆行列の概念の一般化を与えていることがわかる。

## 性質
擬似逆行列は以下のような性質を持つ。
- {\displaystyle (A^{+})^{+}=A}
- {\displaystyle (A^{\intercal })^{+}=(A^{+})^{\intercal },(AA^{\intercal })^{+}=(A^{+})^{\intercal }A^{+}}
- {\displaystyle \operatorname {rank} A=\operatorname {rank} B=n\implies (AB)^{+}=B^{+}A^{+}}
- {\displaystyle A^{+}=(A^{\intercal }A)^{+}A^{\intercal }=A^{\intercal }(AA^{\intercal })^{+}}
- {\displaystyle m\times n} 行列 A に対して
{\displaystyle {\begin{aligned}\operatorname {rank} A=m&\implies A^{+}=A^{\intercal }(AA^{\intercal })^{-1}\\\operatorname {rank} A=n&\implies A^{+}=(A^{\intercal }A)^{-1}A^{\intercal }\end{aligned}}}
- A の特異値分解を {\displaystyle A=U\Sigma V^{\intercal }}とすると、
{\displaystyle A=U\Sigma V^{\intercal }\implies A^{+}=V\Sigma ^{+}U^{\intercal }}

が成立する。
（{\displaystyle \Sigma ^{+}} の対角成分を {\displaystyle \sigma _{ii}^{+}}、{\displaystyle \Sigma } の対角成分を {\displaystyle \sigma _{ii}} とすると、
{\displaystyle \sigma _{ii}^{+}=1/\sigma _{ii}} である。）
- {\displaystyle m\times n} 行列 {\displaystyle A} に対して
  - n 次正方行列  {\displaystyle A^{+}A} は、{\displaystyle A} の零空間の直交補空間 {\displaystyle (\ker A)^{\bot }}への直交射影である。
  - n 次正方行列 {\displaystyle I_{n}-A^{+}A} は、{\displaystyle \ker A} への直交射影である。
- {\displaystyle A}を{\displaystyle m\times n} 行列とする。連立一次方程式 {\displaystyle Ax=b} に対して
  - 方程式が解を持つとき
{\displaystyle k}を任意の{\displaystyle n}次元列ベクトルとして、すべての解は{\displaystyle x=A^{+}b+(I_{n}-A^{+}A)k}と表せる。ノルム {\displaystyle \|x\|} が最小の解は{\displaystyle A^{+}b} で与えられる。{\displaystyle A} が正則なら{\displaystyle A^{+}=A^{-1}}で、ただ一つの解を持つ。
  - 方程式が解を持たないとき
前述の {\displaystyle x} は{\displaystyle \|Ax-b\|^{2}}を最小にするベクトル（最小２乗解）である。

## 例

### スカラー
スカラーの場合にも擬似逆行列を定義できる。スカラーを行列として扱うことになる。λ が0ならば、その擬似逆行列は0であり、λ がそれ以外の数ならば、 その擬似逆行列は λ の逆数になる:
{\displaystyle \lambda ^{+}={\begin{cases}0&(\lambda =0),\\\lambda ^{-1}&(\lambda \neq 0).\end{cases}}}

### ベクトル
零ベクトルの擬似逆行列は転置された零ベクトルである。零ベクトルでないベクトルの擬似逆行列はそのベクトルの大きさの2乗で割られた、随伴ベクトルである:
{\displaystyle x^{+}={\begin{cases}0^{*}&(x=0),\\(x^{*}x)^{-1}x^{*}&(x\neq 0).\end{cases}}}

### 列が線形独立である場合
{\displaystyle A} の各列が線形独立（このとき {\displaystyle m\geq n} である）ならば、{\displaystyle A^{*}A} は可逆である。この場合、擬似逆行列は次のようになる:
{\displaystyle A^{+}=(A^{*}A)^{-1}A^{*}}.
これから {\displaystyle A^{+}} が {\displaystyle A} の左逆元であることがわかる: つまり {\displaystyle A^{+}A=I_{n}}

### 行が線形独立である場合
{\displaystyle A} の各行が線形独立（このとき {\displaystyle m\leq n} である）ならば、{\displaystyle AA^{*}} は可逆である。この場合、擬似逆行列は次のようになる:
{\displaystyle A^{+}=A^{*}(AA^{*})^{-1}}
これから {\displaystyle A^{+}} が {\displaystyle A} の右逆元であることがわかる: つまり {\displaystyle AA^{+}=I_{m}}

### 2次正方行列
2次正方行列
{\displaystyle A={\begin{bmatrix}a&b\\c&d\end{bmatrix}}}
の擬似逆行列は {\displaystyle ad-bc\neq 0} のとき、
{\displaystyle A^{+}=A^{-1}={\frac {1}{ad-bc}}{\begin{bmatrix}d&-b\\-c&a\end{bmatrix}}}
である。 {\displaystyle ad-bc=0} のとき、 {\displaystyle A\neq O} のときは
{\displaystyle A^{+}={\frac {1}{|a|^{2}+|b|^{2}+|c|^{2}+|d|^{2}}}{\begin{bmatrix}{\bar {a}}&{\bar {c}}\\{\bar {b}}&{\bar {d}}\end{bmatrix}}}
となる。 {\displaystyle A=O} のときは
{\displaystyle A^{+}=O={\begin{bmatrix}0&0\\0&0\end{bmatrix}}}
である。